# Apollous
Apollous (altgriechisch Ἀπολλοῦς) war ein griechischer Koroplast, der am Anfang des 3. Jahrhunderts in Thessaloniki tätig war.
Alexandros ist nur von zwei Signaturen auf Tonstatuetten bekannt, die in der Ost-Nekropole in Thessaloniki gefunden wurden. Eine Statuette zeigt die Göttin Aphrodite auf einer Gans sitzend und befindet sich heute im Archäologischen Museum Thessaloniki. Die andere Statuette zeigt eine Aphrodite von Knidos und ist verschollen.